# Абхазско-сирийские отношения
Сирийско-абхазские отношения — двухсторонние дипломатические отношения между частично признанной Республикой Абхазия и Сирийской Арабской Республикой. Были установлены 22 июля 2018 года. Сирия является одним из пяти государств — членов ООН, признающих независимость Абхазии.

## История
В 2008 году президент Сирии Башар Асад заявил, что Сирия согласна «с сутью российской позиции» в абхазском конфликте.
В 2015 году министр иностранных дел Абхазии встретился в Москве с послом Сирии в России Риадом Хаддадом и впоследствии заявил, что его правительство верит, что Сирия в будущем признает независимость бывшей грузинской республики Абхазия как суверенного государства. В ноябре 2016 года президент Абхазии Рауль Хаджимба подчеркнул поддержку своей страной Сирии в её «войне против международного терроризма».
В декабре 2016 года в Сухуме состоялся первый матч по вольной борьбе между национальными сборными Абхазии и Сирии. В августе 2017 года Абхазия предоставила Сирии гуманитарную помощь. Также в августе 2017 года абхазская делегация во главе с министром иностранных дел Абхазии Дауром Кове отправилась в Дамаск и встретилась с премьер-министром Сирии Имадом Хамисом. Парламентские делегации обсудили укрепление парламентских отношений между обеими странами.
В ноябре 2017 года сирийская делегация находилась в Абхазии, и министр экономики Абхазии Адгур Ардзинба заявил, что готовит соглашение о свободной торговле между Сирией и Абхазией. В декабре 2017 года появились первые сообщения о том, что признание независимости Абхазии Сирией может быть возможным.
В мае 2018 года сирийское правительство признало Абхазию, что вызвало осуждение со стороны Грузии и Соединённых Штатов. В результате Грузия разорвала связи с Сирией.
Обмен между Абхазией и Сирией усилился с момента признания в конце 2018 года. В конце сентября 2019 года делегация, состоящая из сирийских бизнесменов и членов парламента, посетила Сухуми, чтобы почтить Независимость и День Победы Абхазии. В октябре 2020 года Абхазия открыла посольство в Дамаске.
В мае 2018 года ЕС осудил признание Сирией независимости Абхазии и Южной Осетии В заявлении ЕС отмечается, что данный шаг сирийских властей противоречит нормам международного права и направлен на нарушение территориальной целостности Грузии.
В мае 2021 года президент Абхазии Аслан Бжания посетил Сирию с государственным визитом и встретился с Башаром Асадом.
16 декабря 2024 года после свержения власти Асада Россия эвакуировала часть персонала Посольства Абхазии из Сирии.